# Лабержман-Фуанье
Лабержма́н-Фуанье́ (фр. Labergement-Foigney) — коммуна во Франции, находится в регионе Бургундия. Департамент коммуны — Кот-д’Ор. Входит в состав кантона Женли. Округ коммуны — Дижон.
Код INSEE коммуны — 21330.

## Население
Население коммуны на 2010 год составляло 407 человек.
| 1962 | 1968 | 1975 | 1982 | 1990 | 1999 | 2010 |
| ---- | ---- | ---- | ---- | ---- | ---- | ---- |
| 205  | 191  | 244  | 276  | 407  | 417  | 407  |

## Экономика
В 2010 году среди 255 человек трудоспособного возраста (15—64 лет) 172 были экономически активными, 83 — неактивными (показатель активности — 67,5 %, в 1999 году было 71,1 %). Из 172 активных жителей работали 162 человека (80 мужчин и 82 женщины), безработных было 10 (4 мужчины и 6 женщин). Среди 83 неактивных 31 человек были учениками или студентами, 41 — пенсионерами, 11 были неактивными по другим причинам.